# 尼克拉斯·拉森
尼克拉斯·拉森（丹麥語：Niklas Larsen，1997年3月22日—）生于西兰大区斯勞厄爾瑟，是一名丹麦男子自行车运动员。他曾在2014年获得过全国青年公路锦标赛冠军。2016年加入Team TreFor自行车队，成为职业选手。